# Michalková
Michalková – wieś (obec) na Słowacji położona w kraju bańskobystrzyckim, w powiecie Zwoleń. Pierwsze wzmianki o miejscowości pochodzą z roku 1786.
Według danych z dnia 31 grudnia 2012 roku, wieś zamieszkiwało 38 osób, w tym 19 kobiet i 19 mężczyzn.
W 2001 roku pod względem narodowości i przynależności etnicznej 97,73% mieszkańców stanowili Słowacy.
Ze względu na wyznawaną religię struktura mieszkańców kształtowała się w 2001 roku następująco:
- Katolicy rzymscy – 75%
- Ewangelicy – 4,55%
- Ateiści – 18,18%
- Nie podano – 2,27%